# Jana Stehlíková
Jana Stehlíková, rozená Knapová (* 17. prosince 1990 Chrudim) je česká reprezentantka v orientačním běhu. Mezi její největší úspěchy patří stříbrná medaile ze závodů štafet na juniorském mistrovství světa 2010 v dánském Aalborgu. V současnosti běhá za český klub OK Lokomotiva Pardubice a švédský klub Södertälje-Nykvarn OF. Je dcerou bývalé československé reprezentantky Ivy Knapové.

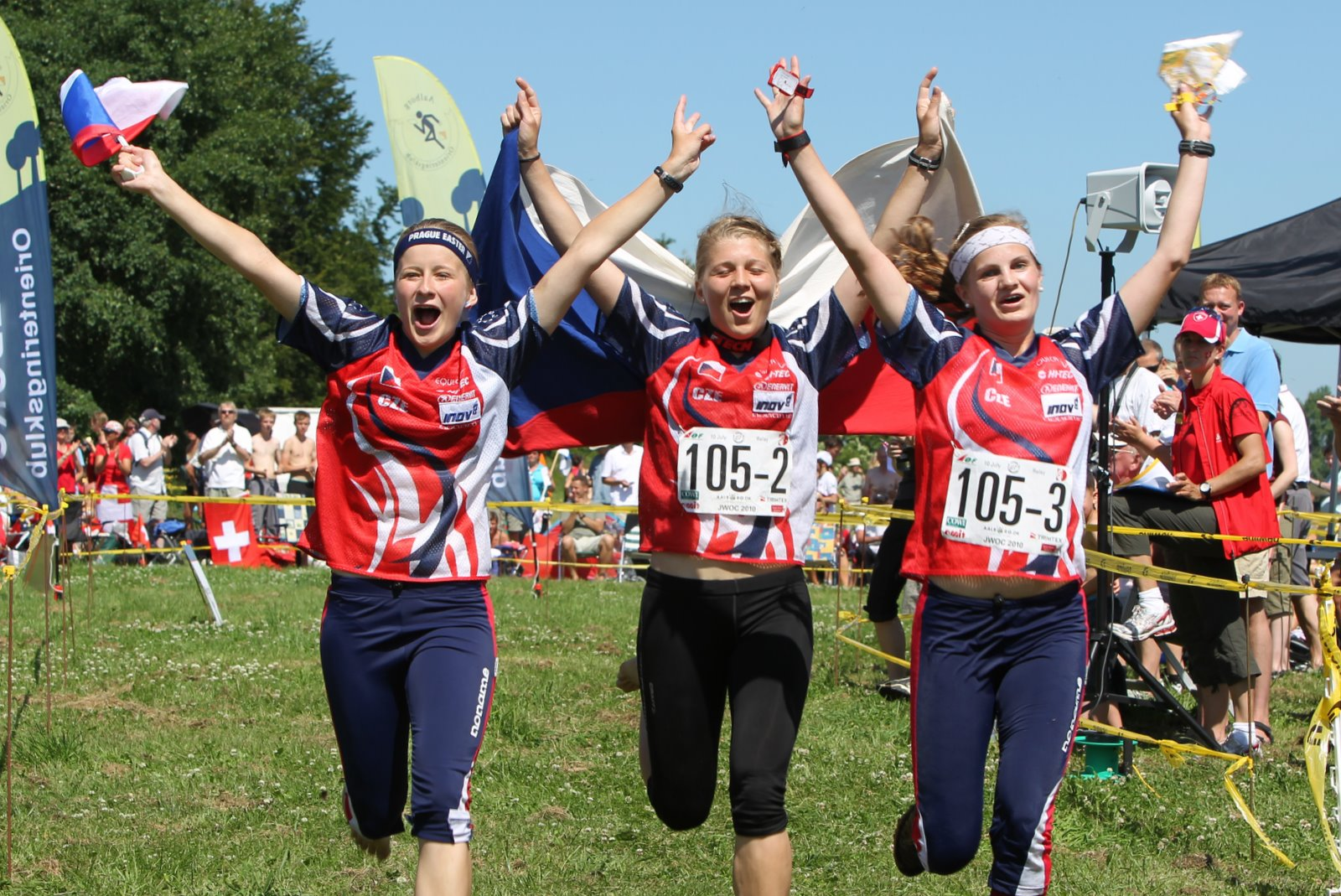
Stříbrné medailistky z JWOC 2010 (Denisa Kosová, Jana Knapová, Tereza Novotná)

## Sportovní kariéra

### Umístění na MS a ME
| Přehled úspěchů na Mistrovství světa | Přehled úspěchů na Mistrovství světa | Přehled úspěchů na Mistrovství světa | Přehled úspěchů na Mistrovství světa | Přehled úspěchů na Mistrovství světa | Přehled úspěchů na Mistrovství světa | Přehled úspěchů na Mistrovství světa |
| Mistrovství světa                    | Sprint                               | Middle                               | Long                                 | Štafety                              | Mix štafety                          | KO sprint                            |
| ------------------------------------ | ------------------------------------ | ------------------------------------ | ------------------------------------ | ------------------------------------ | ------------------------------------ | ------------------------------------ |
| Vuokatti 2013                        | Q                                    | X                                    | X                                    | X                                    | -                                    | -                                    |
| Trentino 2014                        | 43. místo                            | 36. místo                            | X                                    | X                                    | -                                    | -                                    |
| Inverness 2015                       | 12. místo                            | 9. místo                             | X                                    | 6. místo                             | 10. místo                            | -                                    |
| Strömstad 2016                       | Q                                    | X                                    | 35. místo                            | X                                    | 6. místo                             | -                                    |
| Tartu 2017                           | 17. místo                            | X                                    | X                                    | 8. místo                             | 4. místo                             | -                                    |
| Riga 2018                            | X                                    | 5. místo                             | 17. místo                            | 9. místo                             | 5. místo                             | -                                    |
| Doksy 2021                           | X                                    | DSQ                                  | 8. místo                             | 5. místo                             | 5. místo                             | -                                    |
| Kolding 2022                         | 34. místo                            | -                                    | -                                    | -                                    | 10. místo                            | 25. místo                            |

| Přehled úspěchů na Mistrovství Evropy | Přehled úspěchů na Mistrovství Evropy | Přehled úspěchů na Mistrovství Evropy | Přehled úspěchů na Mistrovství Evropy | Přehled úspěchů na Mistrovství Evropy | Přehled úspěchů na Mistrovství Evropy |
| Mistrovství Evropy                    | Sprint                                | Middle                                | Long                                  | Štafety                               | Mix štafety                           |
| ------------------------------------- | ------------------------------------- | ------------------------------------- | ------------------------------------- | ------------------------------------- | ------------------------------------- |
| Falun 2012                            | 43. místo                             | Q                                     | 30. místo                             | X                                     | -                                     |
| Palmela 2014                          | X                                     | 72. místo                             | 25. místo                             | X                                     | -                                     |
| Jeseník 2016                          | X                                     | 22. místo                             | 23. místo                             | 8. místo                              | 5. místo                              |
| Tessin 2018                           | 29. místo                             | 22. místo                             | 17. místo                             | X                                     | 4. místo                              |
| Neuchâtel 2021                        | DSQ                                   | -                                     | -                                     | -                                     | 4. místo                              |

| Přehled úspěchů na Mistrovství světa juniorů | Přehled úspěchů na Mistrovství světa juniorů | Přehled úspěchů na Mistrovství světa juniorů | Přehled úspěchů na Mistrovství světa juniorů | Přehled úspěchů na Mistrovství světa juniorů |
| Mistrovství světa juniorů                    | Sprint                                       | Middle                                       | Long                                         | Štafety                                      |
| -------------------------------------------- | -------------------------------------------- | -------------------------------------------- | -------------------------------------------- | -------------------------------------------- |
| Aalborg 2010                                 | 46. místo                                    | 28. místo                                    | 31. místo                                    | 2. místo                                     |

### Umístění na MČR
| Umístění na Mistrovství České republiky v orientačním běhu | Umístění na Mistrovství České republiky v orientačním běhu | Umístění na Mistrovství České republiky v orientačním běhu | Umístění na Mistrovství České republiky v orientačním běhu | Umístění na Mistrovství České republiky v orientačním běhu | Umístění na Mistrovství České republiky v orientačním běhu | Umístění na Mistrovství České republiky v orientačním běhu | Umístění na Mistrovství České republiky v orientačním běhu | Umístění na Mistrovství České republiky v orientačním běhu | Umístění na Mistrovství České republiky v orientačním běhu | Umístění na Mistrovství České republiky v orientačním běhu | Umístění na Mistrovství České republiky v orientačním běhu |
| Ročník                                                     | Kategorie                                                  | Klasická                                                   | Krátká                                                     | Sprint                                                     | Dlouhá                                                     | Noční                                                      | Ranking                                                    | Členství v klubu                                           | Štafety                                                    | Kluby                                                      | Sprint. štafety                                            |
| ---------------------------------------------------------- | ---------------------------------------------------------- | ---------------------------------------------------------- | ---------------------------------------------------------- | ---------------------------------------------------------- | ---------------------------------------------------------- | ---------------------------------------------------------- | ---------------------------------------------------------- | ---------------------------------------------------------- | ---------------------------------------------------------- | ---------------------------------------------------------- | ---------------------------------------------------------- |
| MČR 2004                                                   | D16 – mladší dorostenky                                    | 38. místo                                                  |                                                            |                                                            |                                                            |                                                            |                                                            | OK Lokomotiva Pardubice                                    |                                                            |                                                            |                                                            |
| MČR 2005                                                   | D16 – mladší dorostenky                                    | 27. místo                                                  | 24. místo                                                  | 24. místo                                                  |                                                            |                                                            |                                                            | OK Lokomotiva Pardubice                                    | 12. místo                                                  | disk                                                       |                                                            |
| MČR 2006                                                   | D16 – mladší dorostenky                                    | 5. místo                                                   |                                                            | 7. místo                                                   |                                                            |                                                            | 467. místo                                                 | OK Lokomotiva Pardubice                                    | 10. místo                                                  | 5. místo                                                   |                                                            |
| MČR 2007                                                   | D18 – starší dorostenky                                    |                                                            | 10. místo                                                  | 21. místo                                                  | 2. místo                                                   |                                                            | 113. místo                                                 | OK Lokomotiva Pardubice                                    | 14. místo                                                  |                                                            |                                                            |
| MČR 2008                                                   | D18 – starší dorostenky                                    | 6. místo                                                   | 3. místo                                                   | 4. místo                                                   | disk                                                       |                                                            | 265. místo                                                 | OK Lokomotiva Pardubice                                    | 1. místo                                                   | 2. místo                                                   |                                                            |
| MČR 2009                                                   | D20 – juniorky                                             | 4. místo                                                   | 3. místo                                                   | 4. místo                                                   | 5. místo                                                   |                                                            | 22. místo                                                  | OK Lokomotiva Pardubice                                    |                                                            |                                                            |                                                            |
| MČR 2009                                                   | D21 – ženy                                                 |                                                            |                                                            |                                                            |                                                            |                                                            |                                                            | OK Lokomotiva Pardubice                                    | 2. místo                                                   | 1. místo                                                   |                                                            |
| MČR 2010                                                   | D20 – juniorky                                             | 2. místo                                                   | 2. místo                                                   | 4. místo                                                   | 1. místo                                                   |                                                            |                                                            | OK Lokomotiva Pardubice                                    |                                                            |                                                            |                                                            |
| MČR 2010                                                   | D21 – ženy                                                 |                                                            |                                                            |                                                            |                                                            |                                                            | 20. místo                                                  | OK Lokomotiva Pardubice                                    | 1. místo                                                   | 5. místo                                                   |                                                            |
| MČR 2011                                                   | D21 – ženy                                                 | 7. místo                                                   | 5. místo                                                   | 8. místo                                                   |                                                            |                                                            | 6. místo                                                   | OK Lokomotiva Pardubice                                    | 1. místo                                                   | 3. místo                                                   |                                                            |
| MČR 2012                                                   | D21 – ženy                                                 | 10. místo                                                  | 5. místo                                                   | 4. místo                                                   |                                                            | 3. místo                                                   | OK Lokomotiva Pardubice                                    | 3. místo                                                   | 5. místo                                                   |                                                            |                                                            |
| MČR 2013                                                   | D21 – ženy                                                 | 4. místo                                                   | 3. místo                                                   | 4. místo                                                   |                                                            | 6. místo                                                   | OK Lokomotiva Pardubice                                    | 1. místo                                                   | 4. místo                                                   |                                                            |                                                            |
| MČR 2014                                                   | D21 – ženy                                                 | 8. místo                                                   | 5. místo                                                   | 6. místo                                                   |                                                            | 5. místo                                                   | OK Lokomotiva Pardubice                                    | 3. místo                                                   | 3. místo                                                   | 4. místo                                                   |                                                            |
| MČR 2015                                                   | D21 – ženy                                                 | 2. místo                                                   | 2. místo                                                   | 3. místo                                                   |                                                            | 5. místo                                                   | OK Lokomotiva Pardubice                                    | 4. místo                                                   | 1. místo                                                   | 7. místo                                                   |                                                            |
| MČR 2016                                                   | D21 – ženy                                                 | 1. místo                                                   | 6. místo                                                   | disk                                                       |                                                            | 9. místo                                                   | OK Lokomotiva Pardubice                                    |                                                            | 5. místo                                                   | 3. místo                                                   |                                                            |
| MČR 2017                                                   | D21 – ženy                                                 | 2. místo                                                   | 10. místo                                                  | 1. místo                                                   |                                                            | 1. místo                                                   | OK Lokomotiva Pardubice                                    | 7. místo                                                   | 3. místo                                                   | 3. místo                                                   |                                                            |
| MČR 2018                                                   | D21 – ženy                                                 | 4. místo                                                   | 1. místo                                                   | 2. místo                                                   |                                                            | 1. místo                                                   | OK Lokomotiva Pardubice                                    | 10. místo                                                  | 3. místo                                                   | 2. místo                                                   |                                                            |
| MČR 2020                                                   | D21 – ženy                                                 | 2. místo                                                   | 9. místo                                                   | 3. místo                                                   |                                                            | 179. místo                                                 | OK Lokomotiva Pardubice                                    | 2. místo                                                   | zruš                                                       | 4. místo                                                   |                                                            |
| MČR 2021                                                   | D21 – ženy                                                 |                                                            | 11. místo                                                  | 1. místo                                                   |                                                            |                                                            | 51. místo                                                  | OK Lokomotiva Pardubice                                    | 2. místo                                                   | 2. místo                                                   | 1. místo                                                   |
| MČR 2022                                                   | D21 – ženy                                                 |                                                            | 15. místo                                                  | 4. místo                                                   |                                                            |                                                            |                                                            | OK Lokomotiva Pardubice                                    |                                                            |                                                            | 2. místo                                                   |